# Khaira
Khaira es una  ciudad censal situada en el distrito de Palghar en el estado de Maharashtra (India). Su población es de 31699 habitantes (2011). Se encuentra a 70 km de Thane y a 10 km de Palghar.

## Demografía
Según el censo de 2011 la población de Khaira era de 31699 habitantes, de los cuales 18332 eran hombres y 13367 eran mujeres. Khaira tiene una tasa media de alfabetización del 88,41%, superior a la media estatal del 82,34%: la alfabetización masculina es del 92,41%, y la alfabetización femenina del 82,74%.